# Saar ai Giochi della XV Olimpiade
Durante i Giochi della XV Olimpiade del 1952 di Helsinki gli atleti provenienti dalla regione tedesca della Saarland, occupata dai francesi nel 1945 e divenuta un protettorato della stessa Francia fino al 1º gennaio 1957, quando si riunificò alla Germania, gareggiarono indipendentemente sotto la bandiera della Saar. Ai giochi di Melbourne 1956 gli atleti fecero parte della Squadra Unificata Tedesca.
Nessun atleta vinse medaglie olimpiche; l'atleta che raggiunse la migliore posizione fu Therese Zenz, che finì 9° nella gara di canoa.